# رود ووسنایوکی
رود ووسنایوکی (انگلیسی: Vuosnayoki) یک رودخانه در استان مورمانسک کشور روسیه است.